# باركر بالمر
باركر ج. بالمر كاتب ومعلم وناشط أمريكي، يُركز على قضايا التعليم والمجتمع والقيادة والروحانية والتغيير الاجتماعي. 
نشر عشرة كتب والعديد من المقالات والقصائد، وهو مؤسس وشريك فخري أول في مركز الشجاعة والتجديد. حاز عمله على تقدير كبير من خلال منح مؤسسية، والعديد من الجوائز الوطنية، وأربع عشرة درجة دكتوراه فخرية.